# Juri-Birger-Nunatakker
Die Juri-Birger-Nunatakker (russisch Нунатаки Юрия Биргера Nunataki Jurija Birgera) sind eine Gruppe von Nunatakkern im westantarktischen Queen Elizabeth Land. Sie ragen in der Neptune Range der Pensacola Mountains auf. 
Russische Wissenschaftler benannten sie. Namensgeber ist der Antarktisforscher Juri Birger, der hier 1961 tätig war.